# I Promised Myself
 (mai 2016).
Si vous disposez d'ouvrages ou d'articles de référence ou si vous connaissez des sites web de qualité traitant du thème abordé ici, merci de compléter l'article en donnant les références utiles à sa vérifiabilité et en les liant à la section « Notes et références ».
Singles de Nick Kamen
Don't Hold Out
(1989) Oh How Happy
(1990)
I Promised Myself est une chanson écrite et interprétée par Nick Kamen, publiée en 1990 par son label Atlantic Records. Le Titre est extrait de son album Move Until We Fly. Le morceau a rencontré un grand succès lors de sa publication en Europe. La version originale a atteint un grand succès en Autriche et en Suède. Le titre a été repris par les groupes Dead or Alive, A-Teens et Basshunter.

## Version de Basshunter
Singles de Basshunter
Saturday
(2010) Every Morning
(2009)
Pistes de Bass Generation
Every Morning Why
Le DJ suédois Basshunter reprend la chanson dans son 2e album studio Bass Generation. Le single sort le 30 novembre 2009 au Royaume-Uni.

### Liste des pistes
- Single (2009)

1. I Promised Myself (Radio Edit) – 2:38
2. I Promised Myself (Extended Mix) – 4:04
3. I Promised Myself (Pete Hammond Edit) – 3:11
4. I Promised Myself (Pete Hammond Remix) – 6:55
5. I Promised Myself (7th Heaven Edit) – 2:55
6. I Promised Myself (7th Heaven Remix) – 6:04
7. I Promised Myself (Hixxy Remix) – 5:34
8. I Promised Myself (Bad Behavior Remix) – 5:09

- CDr, single promotionnel (2009)

1. I Promised Myself (Extended Mix) – 4:07
2. I Promised Myself (7th Heaven Remix) – 6:06
3. I Promised Myself (Pete Hammond Remix) – 6:58
4. I Promised Myself (7th Heaven Edit) – 2:58
5. I Promised Myself (Bad Behaviour Remix) – 5:11
6. I Promised Myself (Hixxy Remix) – 5:37
7. I Promised Myself (Pete Hammond Edit) – 3:13
8. I Promised Myself (Radio Edit) – 2:39

- CD Single, single promotionnel (2009)

1. I Promised Myself (Radio Edit Mix) – 2:39
2. I Promised Myself (Pete Hammond Edit) – 3:11
3. I Promised Myself (7th Heaven Edit) – 2:56
4. I Promised Myself (Extended Mix) – 4:05
5. I Promised Myself (Pete Hammond Remix) – 6:56
6. I Promised Myself (7th Heaven Remix) – 6:04
7. I Promised Myself (Bad Behaviour Remix) – 5:09
8. I Promised Myself (Hixxy Remix) – 5:35

- CD, single promotionnel, (2009)

1. I Promised Myself – Extended Mix
2. I Promised Myself – 7th Heaven Remix
3. I Promised Myself – Pete Hammond Remix
4. I Promised Myself – Hixxy Mix
5. I Promised Myself – Bad Behaviour Remix
6. I Promised Myself – Pete Hammond Edit
7. I Promised Myself – 7th Heaven Edit
8. I Promised Myself – Original Edit

- CD, single promotionnel (2009)

1. I Promised Myself (Original Mix) – 2:39
2. I Promised Myself (7th Heaven Edit) – 2:56
3. I Promised Myself (7th Heaven Remix) – 6:04
4. I Promised Myself (Bad Behaviour Remix) – 5:09
5. I Promised Myself (Extended Mix) – 4:05
6. I Promised Myself (Hixxy Remix) – 5:35
7. I Promised Myself (Pete Hammond Edit) – 3:11
8. I Promised Myself (Pete Hammond Remix) – 6:56

### Classements
| Classement (2009)             | Meilleure position |
| ----------------------------- | ------------------ |
| Royaume-Uni Classement single | 94                 |